# 龙塘镇 (清远市)
龙塘镇，是中华人民共和国广东省清远市清城区下辖的一个乡镇级行政单位。2020年人口102428人。

## 行政区划
龙塘镇下辖以下地区：
龙塘社区、井岭社区、石岭社区、银盏社区、陂坑社区、新庄社区、云路社区、金沙社区、沙溪社区、安丰村、泗合村、民平村、湴冲村、定安村和长冲村。

## 交通
- 京广铁路：银盏坳站
- 广清城际：龙塘镇站、银盏站